# Wind Music Awards 2018
La dodicesima edizione dei Wind Music Awards si è svolta il 5 e il 12 giugno 2018 all'Arena di Verona. Le puntate sono state registrate il 4 e 5 giugno 2018. I conduttori sono Carlo Conti e Vanessa Incontrada. Una terza serata è confermata per il 26 giugno condotta da Federico Russo e Marica Pellegrinelli.

## Prima serata

### Esibizioni
- Zucchero Fornaciari - Dune mosse
- Thomas - Non te ne vai mai
- Fabrizio Moro feat. Ultimo - L'eternità (il mio quartiere)
- Guè - Lamborghini  (feat. Elettra Lamborghini) e Lungomare latino
- Benji & Fede - Moscow Mule
- Laura Pausini - E sta a te
- J-Ax e Fedez - Italiana
- Thegiornalisti - Questa nostra stupida canzone d'amore
- Cristina D'Avena - Medley sigle
- Ermal Meta e Fabrizio Moro - Non mi avete fatto niente
- Claudio Baglioni - Io sono qui
- Lo Stato Sociale - Una vita in vacanza e Facile
- Emma - Mi parli piano
- Rita Ora - Girls
- Laura Pausini - Non è detto e Frasi a metà
- Sfera Ebbasta - Rockstar
- Biagio Antonacci - In mezzo al mondo e  Mio fratello
- Francesco Gabbani - Tra le granite e le granate
- Ghali - Cara Italia
- Levante - Non me ne frega niente
- Takagi & Ketra feat. Giusy Ferreri - Amore e capoeira
- Ultimo - Poesia senza veli
- MadMan - Centro e Storie

### Artisti premiati
- Zucchero Fornaciari
  - Premio CD Oro per l'album Wanted
  - Premio Live
- Thomas
  - Premio CD Platino per l'album Thomas
- Fabrizio Moro
  - Premio CD Platino per l'album Parole rumori e anni
- Guè
  - Premio CD Platino per l'album Gentleman
  - Premio Singolo Platino per Milionario
  - Premio Singolo Platino per Lamborghini
- Benji & Fede
  - Premio CD Platino per l'album Siamo solo Noise
  - Premio Live
- Laura Pausini
  - Premio CD Platino per l'album Fatti sentire
- J-Ax e Fedez
  - Premio Singolo per Sconosciuti da una vita
- Thegiornalisti
  - Premio Singolo per Riccione
- Cristina D'Avena
  - Premio CD Platino per l'album Duets - Tutti cantano Cristina
- Ermal Meta
  - Premio CD Platino per l'album Non abbiamo armi
- Claudio Baglioni
  - Premio Compilation Platino per la compilation Sanremo 2018
  - Premio CD Platino per la raccolta 50 al centro
  - Premio Sanremo Rai
  - Premio Assomusica
  - Premio FIMI
  - Premio SIAE
  - Premio Speciale Arena di Verona
- Emma
  - Premio CD Oro per l'album Essere qui
- Sfera Ebbasta
  - Premio CD Platino per l'album Rockstar
  - Premio Speciale
- Biagio Antonacci
  - Premio CD Platino per l'album Dediche e manie
  - Premio Live
- Francesco Gabbani
  - Premio CD Multiplatino per l'album Magellano
  - Premio Singolo Platino per Tra le granite e le granate
- Ghali
  - Premio CD Platino per l'album Album
  - Premio Singolo Multiplatino
- Levante
  - Premio Live
- Ultimo
  - Premio CD Platino per l'album Peter Pan
- MadMan
  - Premio CD Platino per l'album Back Home

## Seconda serata

### Esibizioni
- Francesco Gabbani - Amen e Occidentali's Karma
- Nek - Unici
- Gianna Nannini - Fenomenale
- Fabri Fibra - Fenomeno
- Francesco Renga - Guardami amore
- Álvaro Soler - La Cintura
- Giorgia - Oronero, Credo e Come neve
- Max Pezzali, Nek, Francesco Renga - Gli anni, Il mio giorno più bello del mondo e Fatti avanti amore
- Fiorella Mannoia - I miei passi
- Il Volo - L'amore si muove e Grande amore
- Antonello Venditti - Sara
- Elisa - We Will Be Strangers
- Negramaro - Fino all'imbrunire e La prima volta
- Måneskin - Chosen e Morirò da re
- Thegiornalisti - Completamente e Riccione
- J-Ax e Fedez - Italiana
- Coez - La musica non c'è
- Riki - Polaroid e Dolor de cabeza
- Ermal Meta - Dall'alba al tramonto
- Baby K - Voglio ballare con te
- Shade - Bene ma non benissimo, Irraggiungibile (con Federica Carta) e Amore a prima insta
- Federica Carta e La Rua - Sull'orlo di una crisi d'amore

### Artisti premiati
- Francesco Gabbani
  - Premio Live
- Nek
  - Premio Live
- Gianna Nannini
  - Premio CD Oro per l'album Amore gigante
  - Premio Live
  - Premio SIAE
- Fabri Fibra
  - Premio EarOne
- Francesco Renga
  - Premio Live
- Giorgia
  - Premio Live
- Max Pezzali, Nek e Francesco Renga
  - Premio Live
- Fiorella Mannoia
  - Premio Live
- Il Volo
  - Premio Live
- Antonello Venditti
  - Premio Speciale Disco del passato
- Elisa
  - Premio Live
- Negramaro
  - Premio CD Oro per l'album Amore che torni
- Måneskin
  - Premio CD Platino per l'album Chosen
  - Premio Singolo Platino per Chosen
- Thegiornalisti
  - Premio Live
- Fedez e J-Ax
  - Premio Live
- Coez
  - Premio CD Platino per l'album Faccio un casino
  - Premio Singolo Platino
  - Premio Live
- Riki
  - Premio CD Multiplatino per l'album Perdo le parole
  - Premio CD Platino per l'album Mania
  - Premio Live
- Ermal Meta
  - Premio Live
- Baby K
  - Premio Singolo Platino per Voglio ballare con te
- Shade
  - Premio Singolo Platino per Bene ma non benissimo
  - Premio Singolo Platino per Irraggiungibile
- Federica Carta
  - Premio CD Platino per l'album Federica

## Ascolti
| Puntata | Data           | Telespettatori | Share  |
| ------- | -------------- | -------------- | ------ |
| 1       | 5 giugno 2018  | 4.131.000      | 19,20% |
| 2       | 12 giugno 2018 | 3.752.000      | 18,10% |
| Media   | Media          | 3.941.500      | 18,65% |
| 3       | 26 giugno 2018 | 2.464.000      | 13,50% |